# Rodolfo Micheli
Rodolfo Joaquin Micheli (Munro, 1930. április 24. – 2022. december 27.) Copa América-győztes argentin labdarúgó, csatár.

## Pályafutása

### Klubcsapatban
1950 és 1952 között az Argentino de Quilmes, 1952 és 1957 között az Independiente, 1958-ban a River Plate, 1959-ben a Huracán, 1960-ban a kolumbiai Millonarios labdarúgója volt. 1961-ben a Platense csapatában fejezte be az aktív labdarúgást.

### A válogatottban
1953 és 1956 között 13 alkalommal szerepelt az argentin válogatottban és tíz gólt szerzett. Tagja volt az 1955-ös Copa América-győztes csapatnak, ahol a torna gólkirálya lett 8 találattal.

## Sikerei, díjai
Argentína
- Copa América
  - győztes: 1955
  - 3.: 1956
  - gólkirály: 1955 (8 gól)